# Музей А.Б. Солов'яненка
Музей А. Б. Солов'яненка присвячений життю і творчості видатного українського співака Анатолія Борисовича Солов'яненка, підпорядковується Київському обласному археологічному музею

## Заснування та статус
Музей засновано 26 травня 2000 року на громадських засадах. З 15 квітня 2008 року створено Козинське відділення «Музей А. Б. Солов'яненка» Київського обласного археологічного музею згідно з наказом № 93-К начальника управління культури та туризму Київської Обласної Державної Адміністрації з метою популяризації та пропаганди творчості Народного артиста України, Народного артиста СРСР, лауреата Державної премії України імені Т. Г. Шевченка, лауреата Ленінської премії, Командора Італійської республіки, героя України А. Б. Солов'яненка.

## Експозиція та фонди
Експозиція та фонди музею складаються з оригіналів світлин та їх збільшених копій (в експозиції), фото і відеоматеріалів, особистих речей співака, сценічних костюмів, листів, телеграм, адресних папок, книг, альбомів, буклетів тощо. Основний фонд музею А.Б. Солов’яненка складає 352 експонати, більшість з яких передала в музей дружина співака Світлана Дмитрівна Солов’яненко. Допоміжний фонд музею налічує 217 експонатів.         

## Події
Щороку 25 вересня на день народження А. Б. Солов'яненка музей проводить «круглі столи» присвячені творчості видатного співака, на яких діляться своїми спогадами про А. Б. Солов'яненка відомі діячі української культури і співаки, мистецтвознавці, поети, письменники, художники. Запрошуються до виступу народні артисти України, студенти Київської національної консерваторії ім. П. І. Чайковського. Один раз в 5 років (ювілейні дати) музей організовує виступ провідних музичних колективів України на сцені Козинського будинку культури Національної капели бандуристів України, оркестру народних інструментів під орудою В. О. Гуцала та інших.

## Будівля музею
Музей А.Б. Солов’яненка розміщується в трьох залах загальною площею 78 м², на другому поверсі будівлі старого козинського дитячого садочка. Будівля збудована в 1967 році методом  народної побудови за кошти заводу побутової хімії. Автори проекту та архітектор невідомі. Інтер'єри будівлі реконструйовані та відремонтовані у 2016 році коштом Козинської селищної ради.
На першому поверсі будівлі музею розміщується Козинський історико-краєзнавчий музей. 